# William Alatalo
William Alatalo, né le 19 avril 2002 à Ilmajoki (Finlande), est un pilote automobile finlandais.

## Biographie

### Débuts en monoplace
Né d'un père finlandais et d'une mère éthiopienne, William Alatalo fait ses débuts en monoplace en 2017 dans le championnat de Formula STCC Nordic avec l'équipe de club "Kart in Club Driving Academy". Il remporte une course à Anderstorp et monte sur trois autres podiums durant la saison, il termine cinquième avec 142 points. Il arrive ensuite dans le Championnat d'Italie de Formule 4 où il fait deux saisons avec l'écurie Mücke Motorsport. Sa première saison est marquée par une victoire en 2018, où il terminan huitième du championnat, puis neuvième en 2019. Il inscrit un total de 226 points dans la catégorie. Il dispute aussi trois courses dans le Championnat d'Allemagne de Formule 4 où il monte deux fois sur le podium et se classe seizième avec 43 points.

### Formule Renault / Formule Régionale

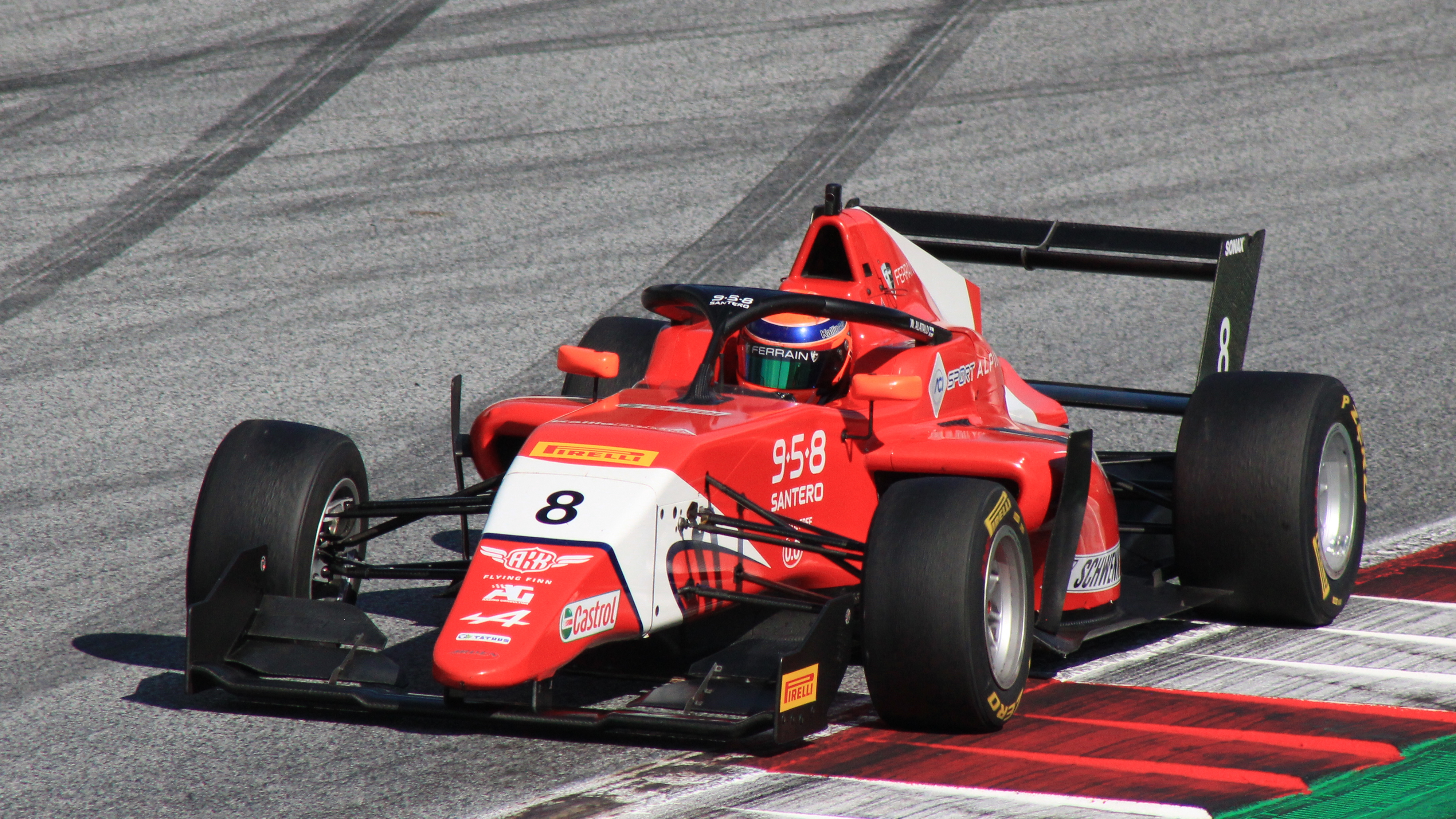
William Alatalo en Formule Régionale en 2021 à Spielberg.

En 2020, Alatalo rejoint la Formula Renault Eurocup avec JD Motorsport où il épaule David Vidales. Il signe une pole position et monte deux fois sur le podium. Il se classe huitième du championnat avec un total de 92 points. Il passe en Formule Régionale Europe l'année suivante avec Arden Motorsport. Il termine toutes les courses, dont seulement sept hors des points. Son meilleur résultat est une troisième place au Castellet. Il termine onzième du championnat avec 91 points derrière son coéquipier Alex Quinn, qui se classe neuvième. L'année suivante, il est appelé par KIC Motorsport pour remplacer Santiago Ramos lors de la dernière manche de la saison.

### Formule 3 FIA

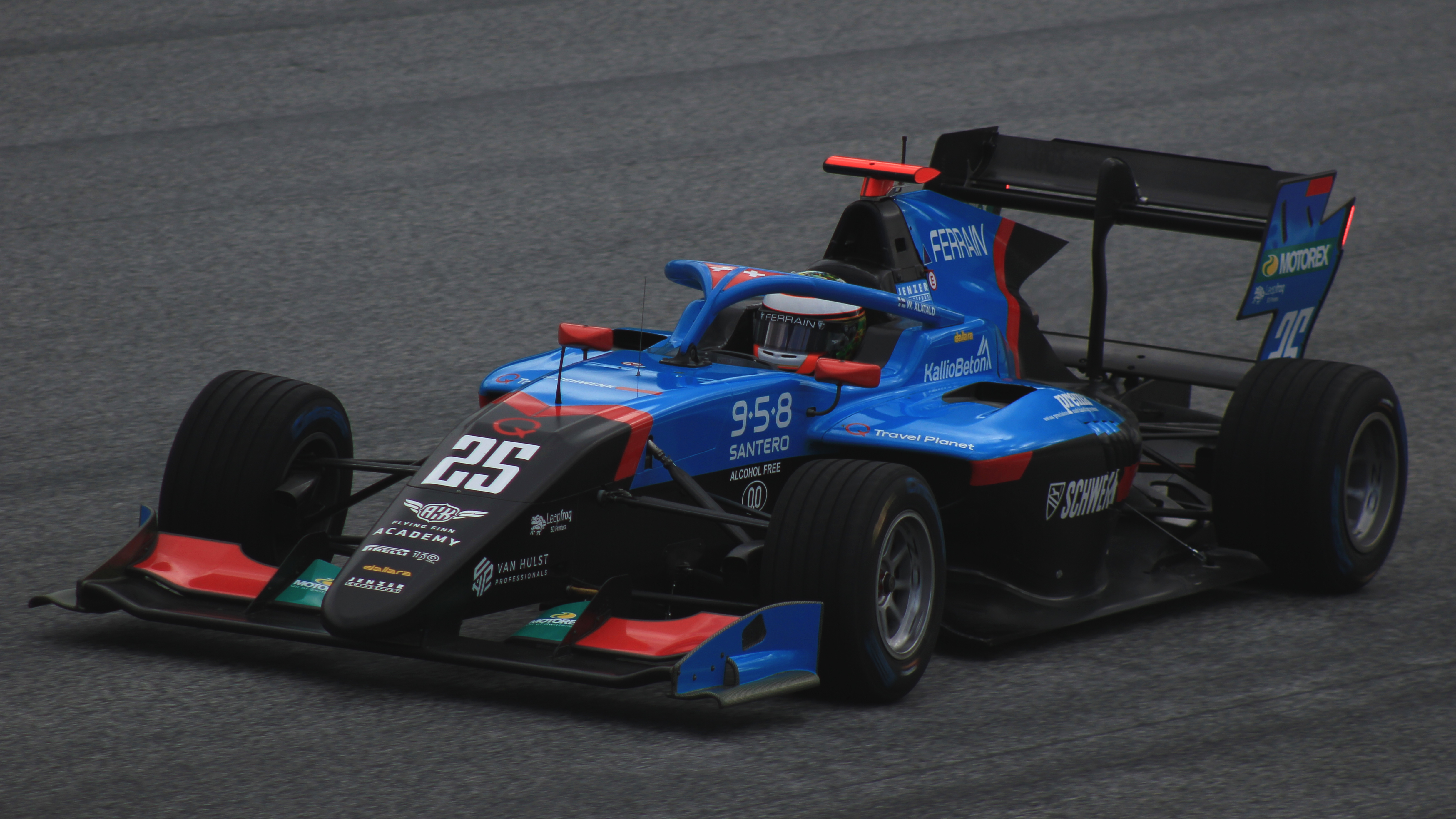
William Alatalo en Formule 3 FIA en 2022 à Spielberg.

En 2022, Alatalo est promu en Formule 3 FIA avec Jenzer Motorsport, après avoir participé à plusieurs journées d'essais avec l'équipe suisse. À l'annonce de sa signature, Alatalo déclare que cette décision le rapprochait "d'un pas de plus vers [son] rêve". Il réussit à marquer un point lors de la première course à Bahreïn, et enchaîne avec un autre point lors de la course suivante à Imola, bénéficiant d'une pénalité infligée à Oliver Bearman. Le pilote finlandais connait ensuite une disette de points pendant cinq courses, jusqu'à ce qu'il parvienne à récolter quatre points dans des conditions météorologiques difficiles au Red Bull Ring.
Il essuie ensuite deux courses sans points à Budapest avant un week-end fructueux à Spa-Francorchamps : là, Alatalo prend des points dans les deux courses, terminant sixième de la course sprint et septième dans la course principale. Malgré cela, il commet une erreur au redémarrage de la course de sprint, où il part dans les graviers et perd quatre positions, ce qui lui coûte une chance de finir à une position plus élevée, ce qu'Alatalo blâme et décrit comme ayant été "assez nul". La manche de Zandvoort est également compliquée pour le Finlandais, qui provoque une fin prématurée des qualifications après une sortie de piste dans le virage 3. Il réalise son meilleur résultat en qualifications avec une septième place lors de la manche finale à Monza, qu'il qualifie de "bon moyen de terminer le dernière qualification de la saison". Alatalo inscrit plus de points que ses coéquipiers Cohen et Malvestiti, marquant 24 points et termine dix-huitième du classement.

## Carrière

### Résultats en monoplace
| Saison    | Championnat                                      | Équipe                       | Courses | Victoires | Pole positions | Meilleurs tours | Podiums | Points | Classement |
| --------- | ------------------------------------------------ | ---------------------------- | ------- | --------- | -------------- | --------------- | ------- | ------ | ---------- |
| 2017      | Formula STCC Nordic                              | Kart in Club Driving Academy | 13      | 1         | 0              | 1               | 4       | 142    | 5e         |
| 2017-2018 | Championnat des Émirats arabes unis de Formule 4 | Mücke Motorsport             | 8       | 2         | 0              | 0               | 4       | 104    | 9e         |
| 2018      | Championnat d'Italie de Formule 4                | BWT Mücke Motorsport         | 21      | 1         | 0              | 0               | 2       | 108    | 8e         |
| 2019      | Championnat d'Italie de Formule 4                | BWT Mücke Motorsport         | 21      | 0         | 0              | 2               | 0       | 118    | 9e         |
| 2019      | Championnat d'Allemagne de Formule 4             | ADAC Berlin-Brandebourg      | 3       | 0         | 0              | 0               | 2       | 43     | 16e        |
| 2020      | Formula Renault Eurocup                          | JD Motorsport                | 20      | 0         | 1              | 0               | 2       | 90     | 8e         |
| 2021      | Formule Régionale Europe                         | Arden Motorsport             | 20      | 0         | 0              | 0               | 1       | 91     | 11e        |
| 2022      | Formule 3 FIA                                    | Jenzer Motorsport            | 18      | 0         | 0              | 0               | 0       | 24     | 18e        |
| 2022      | Formule Régionale Europe                         | KIC Motorsport               | 2       | 0         | 0              | 0               | 0       | 0†     | n.c        |

† Alatalo étant un pilote invité, il était inéligible pour marquer des points.